# Кей Сі. Під прикриттям
Кей Сі. Під прикриттям — американський комедійний телесеріал, створений Корінн Маршалл, який транслювався на Disney Channel з 18 січня 2015 року по 2 лютого 2018 року. У серіалі зіграли Зендeя, Вероніка Данн, Каміл Макфадден, Трініте Стокс, Теммі Таунсенд і Кадім Хардісон.

## Локація
Дія серіалу відбувається у Вашингтоні, округ Колумбія, і розповідають про Кей Сі Купер, генія математики в старшій школі, яку завербували її батьки після того, як вона дізналася, що вони є таємними шпигунами, які працюють на агентство під назвою Організація. Її брат намагається допомогти, тому що відчуває себе покинутим і зрештою приєднується до команди, і його бажання спонукає матір і тата завести нову дитину-робота. Кожен епізод зосереджується на Кей Сі та її сім'ї, які борються зі звичайними сімейними проблемами, а також виконують місії з порятунку країни, із повторюваною сюжетною лінією, пов'язаною зі зривом планів злочинної організації.

## Епізоди
| Сезон | Серії | Дати ефірів      | Дати ефірів     |
| ----- | ----- | ---------------- | --------------- |
| Сезон | Серії | Перший ефір      | Останній ефір   |
| 1     | 27    | Січень 18, 2015  | Січень 24, 2016 |
| 2     | 24    | Березень 6, 2016 | Січень 13, 2017 |
| 3     | 24    | Липень 7, 2017   | Лютий 2, 2018   |

## Актори та персонажі

### Головна
- Зендея — К. Купер, учень середньої школи вдень і шпигун під прикриттям завжди. Вона добре володіє математикою та карате. Вона є членом урядової шпигунської організації. Вона дочка Кіри та Крейга Купера. Сестра Ерні Купера. Онука Гейл Кінга та Отелло Кінга.
- — Маріса Кларк[3], найкраща подруга Кей Сі. Вона весела, дівчинка і дуже комунікабельна людина. У " Photo Bombed " вона дізнається про шпигунське життя Кей Сі.
- Каміл Макфедден у ролі Ерні Купера, брата Кей Сі та Джуді та стереотипного ботаніка. Він комп'ютерний геній і приєднується до сімейної шпигунської команди в " Моя сестра від іншої матері… Дошка ". Його часто ігнорують батьки, особливо батько, який ставиться до нього як до витратної речі під час місій, що викликає у нього сильний комплекс неповноцінності.
- Трініте Стоукс у ролі Джуді Купер[3], Кей Сі та саркастична сестра-робот Ерні, яка виглядає як 10-річна дівчинка. Її робототехнічна природа робить її дуже розумною, але вона не має соціальних навичок, хоча її вважають зухвалою. Її ім'я розшифровується як «Junior Undercover Digital Youth». Вона не з'являється в шоу до «Моя сестра від іншої матері… Рада», коли батьки Купера вважають, що Ерні не стане достатньо хорошим шпигуном, до тих пір поки він швидко не доведе їхню помилку.
- Теммі Таунсенд у ролі Кіри Купер, матері Кей Сі, Ерні та Джуді, а також шпигунки під прикриттям.
- Кадім Гардісон у ролі Крейга Купера, батька Кей Сі, Ерні та Джуді, а також шпигуна під прикриттям.

### Другорядні
- Рік Холл — агент Джонсон, елітний член Організації. У " KC Undercover: The Final Chapter " з'ясовується, що він є лиходієм, на ім'я Маск і ревнує Беверлі за те, що вона очолює Організацію.
- Шеррі Шеперд у ролі Беверлі, голови Організації. Вона є хорошими друзями родини Куперів.
- Джеймс Діджакомо в ролі Піті, «друга» Джуді. Джуді вважає його дратуючим, оскільки він скептично ставиться до родини Куперів, коли Джуді сама. Він виявляється огидним і голосним щоразу, коли викрикує ім'я Джуді.
- Джеймі Моєр — місіс Голдфедер, сусідка Куперів і мати Піті. Як і Піті, вона також неприємна та кричуща, часто відвідує будинок Купера.
- Росс Батлер у ролі Бретта Вілліса, ворожого шпигуна та колишнього хлопця Кей Сі. В " Операції: Інша сторона, частина 2 " показано, що Бретта вигнали з Організації після того, як було виявлено, що він працює подвійним агентом і є сином Зейна. Зараз він працює на Іншу сторону як інструктор з рукопашного бою. У " KC and Brett: The Final Chapter — Part 1 " Бретта послали вбити KCі, але це не вдалося, і зараз він переховується в Канаді.
- Франсуа Шау в ролі Зейна, члена Іншої сторони та батька Бретта. Після того, як Річарда схопили Купери, він стає новим лідером Іншої сторони, поки його знову не затримають.
- Лі Регерман у ролі Віктора, заступника боса Іншої сторони.
- Кара Ройстер у ролі Еббі, давно втраченої кузени Кей Сі та Ерні та дочки Еріки Мартін і Річарда Мартіна. Вона таємно є членом Іншої сторони, яку відправили відновити статус її матері.
- Жасмин Гай у ролі Еріки, сестри Кіри, дружини Річарда Мартіна, яка розлучилася, матері Еббі, тітки Кей Сі та Ерні, а також члена Іншої Сторони, яка перестала діяти.
- Рік Фокс у ролі Річарда, батька Еббі, чоловіка Еріки та дядька Кей Сі та Ерні. Він є лідером Іншої сторони, яка вислизнула від Організації.
- Коннор Вейл у ролі Брейді, ворожого агента, який працює на шпигунську організацію-відступник, відому як Альтернатива. Він з'являється в третьому сезоні, де маніпулює Марісою, щоб вона допомогла йому після арешту Зейна. В епізоді
- " Помста людей Вана " з'ясовується, що він є подвійним агентом, який зараз працює на Організацію.

## Випуск
Серіал був вперше оголошений як пілотний у підготовчому виробництві під назвою Super Awesome Katy у листопаді 2013 року. У серіалі планувалося зіграти зірку Shake It Up Зендею, яка зіграє 16-річну Кеті Купер, відверту та впевнену в собі технічну майстриню та вправну чорного поясиню яка виявляє, що обоє її батьків є шпигунами, які очікують, що вона піде їхніми стопами. Виробництво пілотного зразка було розпочато на початку 2014 року 6 листопада 2013 року Зендeя написала у Твіттері про пілот, сказавши, що хоче повернути «крутий Disney Channel», згадавши серіали That's So Raven, Lizzie McGuire, The Proud Family і Kim Possible. У травні 2014 року канал Disney замовив серіал, тепер серіал називається KC Undercover. Серіал був випущений на Watch Disney Channel 1 січня 2015 року, після чого відбулася телевізійна прем'єра 18 січня 2015 року Перший сезон складався з 27 серій. 15 травня 2015 року Disney Channel продовжив серіал другим сезоном, прем'єра якого відбулася 6 березня 2016 року. 1 серпня 2016 року People показало, що серіал продовжено третім сезоном. Прем'єра третього сезону відбулася на Disney Channel 7 липня 2017 року і завершилася 2 лютого 2018 року.

## Трансляція
У Канаді прем'єра серіалу відбулася на Family Channel 23 січня 2015 року і перейшла на Disney Channel 1 вересня 2015 року. Під час тижневого запуску Disney Channel епізод «Runaway Robot» вийшов в ефір 1 вересня 2015 року, за тиждень до США. Прем'єра серіалу відбулася на Disney Channel в Австралії та Новій Зеландії 5 березня 2015 року У Великій Британії та Ірландії прем'єра шоу відбулася 27 березня 2015 року на Disney Channel. На Disney Channel у Південно-Східній Азії прем'єра відбулася в Сінгапурі 13 березня 2015 року та на Філіппінах 10 квітня 2015 року.  Шоу дебютувало в англійській стрічці Disney XD на Близькому Сході та в Африці 12 жовтня 2015 року В Індії прем'єра серіалу відбулася 30 жовтня 2017 року на Disney International HD.

## Відгуки
Серіал отримав загалом позитивні відгуки. Common Sense Media оцінили серіал на 3 з 5, написавши: «Мегазірка Disney Зендeя рятує прохолодну шпигунську комедію».

## Рейтинги
| Сезон | Серія | Перший ефір     | Перший ефір                      | Останній ефір  | Останній ефір                    | Переглядів в середньому |
| ----- | ----- | --------------- | -------------------------------- | -------------- | -------------------------------- | ----------------------- |
| Сезон | Серія | Дата            | Кількість переглядів (мільйонів) | Дата           | Кількість переглядів (мільйонів) | Переглядів в середньому |
| 1     | 27    | Січень 18,2015  | 3.51                             | Січень 24,2016 | 2.02                             | 2.30                    |
| 2     | 24    | Березень 6,2016 | 2.08                             | Січень 13,2017 | 1.18                             | 1.51                    |
| 3     | 24    | Липень 7,2017   | 1.24                             | Лютий 2,2018   | 1.16                             | 1.1                     |